# Kanada na Letnich Igrzyskach Olimpijskich 1956
Kanada na Letnich Igrzyskach Olimpijskich 1956 zdobyła 6 medali. Reprezentowana była przez 92 sportowców (77 mężczyzn i 15 kobiet).

## Medale
Złoto
- Archibald McKinnon, Kenneth Loomer, Walter D’Hondt i Donald Arnold - wioślarstwo, czwórka bez sternika mężczyzn
- Raymond Ouellette - strzelectwo, 50 m karabin

 Srebro
- Philip Kueber, Richard McClure, Robert Wilson, David Helliwell, Donald Pretty, William McKerlich, Douglas McDonald, Lawrence West i Carlton Ogawa - wioślarstwo, ósemka mężczyzn ze sternikiem

 Brąz
- Irene MacDonald - skoki do wody, trampolina 3 m
- Stuart Boa - strzelectwo, 50 m karabin
- John Rumble, James Elder, Brian Herbinson - Jazda konna, WKKW